# Naples (Utah)
Pour les articles homonymes, voir Naples (homonymie).
La ville américaine de Naples est située dans le comté de Uintah, dans l’Utah. Lors du recensement de 2000, sa population s’élevait à 1 300 habitants.

## Source
- (en) Cet article est partiellement ou en totalité issu de l’article de Wikipédia en anglais intitulé « Naples, Utah » (voir la liste des auteurs).